# Phlox nana
Phlox nana là một loài thực vật có hoa trong họ Polemoniaceae. Loài này được Nutt. miêu tả khoa học đầu tiên năm 1848.

## Hình ảnh

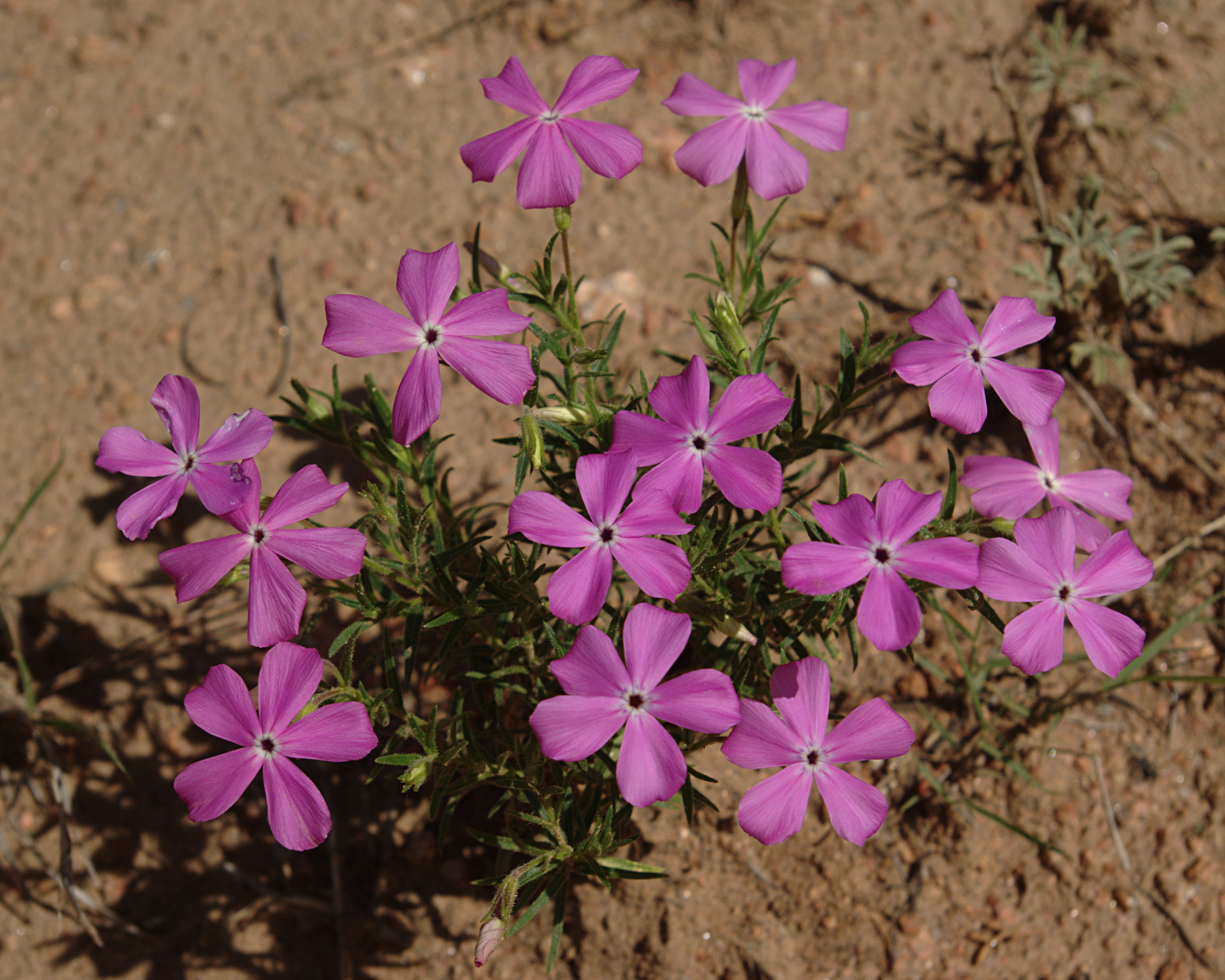